# Deaf Heart
Deaf Heart je česká indie-rocková hudební skupina založená v roce 2019 v Praze. Skládá se z bývalých a současných členů kapel Airfare, Ewy Farne, Lenny nebo A Banquet.

## Historie

### Založení skupiny (2018–2019)
Po rozpadu Airfare v roce 2015 se zpěvák Thomas Lichtag odstěhoval na Moravu, kde postupně připravoval nový projekt. Věci se daly do pohybu, když se na narozeninách Lukáše Chromka (Ewa Farna) potkali Lichtag s kytaristou Michaelem Váchou. Začali pracovat na prvních skladbách a postupně se k nim přidal baskytarista Tomáš Lacina (Ewa Farna), druhý kytarista Sebastian Sorrosa a bubeník Adam Vychodil (Lenny).

### Blood&Soft Heart Attack(2019–2020)
První oficiální koncert kapely proběhl 30. října v pražském klubu Famu. V říjnu také vyšel úspěšný debutový singl Blood, který nasadila např. Evropa 2, kde píseň bodovala v E2 Music Chart. Následoval singl Poison a kapela začala pravidelně koncertovat. Živé hraní přerušila pandemie covidu-19, nicméně skupina se zúčastnila několika streamů. V létě 2020 kapela vystupovala na festivalech Fingers Up, Letokruh či Energie pro kulturu a vydala třetí singl Smells Like Cash. Na podzim kapela začala s nahráváním debutové desky pojmenované Soft Heart Attack a skupinu opouští kytarista Sorrosa.
Debutová deska Soft Heart Attack vyšla 11. prosince 2020  a získala pozitivní recenze - 9/10 Musicserver.cz , Rock&All 4/5 . Kapela pokřtila svou prvotinu v rámci 3D streamovaného koncertu z kina Přítomnost.

### Curse of the Sophomore Album(2021–2022)
Skupina získala 2. místo v kategorii Objev roku v Cenách Evropy 2 a vydala nový singl Red, který doplnila o analogový videoklip. Kapela byla také nominována na cenu Anděl v kategorii Objev roku a v anketě Žebřík. Od jara 2021 začala kapela pracovat na druhé desce Curse of the Sophomore Album, která vyšla v únoru 2022 s titulním singlem Be Gone. Během této doby skupina často koncertovala – např. společné klubové turné s The Silver Spoons či účast na největších českých festivalech – Rock For People, Colours of Ostrava, Fingers Up, Brod 98 a dalších. Na podzim supportovala v Praze anglickou kapelu Sports Team.

### 2023-2024
Na jaře 2023 vyšel singl Adelaide, na kterém spolupracovala kapela s finským producentem Lassem Piirainenem a slovenským umělcem FVLCRVM. V létě 2023 skupina vydala dvojici singlů YES / NO a 20 YRS. na které natočil režisér Richard Stiebler krátký film Hitchhike, From Hell. Na podzim vyšla spolupráce se skupinou The Silver Spoons v podobě společného singlu a videoklipu THAT GIRL. Na podzim téhož roku kapela oznámila práce na nové desce a rozhodla se po dobu nahrávání omezit klubové koncertování. Na jaře 2024 pak výjimečně vystoupila jako support anglické kapele King Nun. Téhož roku pak kapela odehrála set na jednom z největších pódií Rock For People a představila se také v Německu na dvojkoncertu s kapelou Final Stair. Novou hudbu pak kapela zveřejnila až na podzim 2024 v podobě The Shark a především singlu Julia.

### Současnost (2025)
Od začátku nového roku 2025 se objevovaly na sociálních sítích Deaf Heart ukázky z nově chystané desky - první singl Cigarettes, následoval Lil´Boot a 1994, který doprovázel videoklip natočený na Bali s režií od Jordan Haj. Třetí deska kapely dostala název CALIGULA a vyšla 4. dubna 2025.

## Členové
- Thomas J. Lichtag – zpěv, texty
- Michael Vácha – kytara, doprovodný zpěv
- Tomáš Lacina – baskytara
- Adam Vychodil – bicí

## Diskografie

### Alba a EP
- 2020: Soft Heart Attack
- 2022: Curse of the Sophomore Album
- 2025: CALIGULA

### Singly
- 2019: „Blood“
- 2020: „Poison“
- 2020: „Smells Like Cash“
- 2020: „Running“
- 2021: „Red“
- 2022: „Be Gone“
- 2022: „Other World“
- 2023: „Adelaide“
- 2023: „YES / NO“
- 2023: „20 YRS.”
- 2023: „THAT GIRL” společně s The Silver Spoons
- 2024: „The Shark”
- 2024: „Julia”
- 2025: „Cigarettes”
- 2025: „Lil´Boot”
- 2025: „1994”